# وتاکدنیا
وتاکدنیا (انگلیسی: Wetakedeniya) یک روستا در کشور سری‌لانکا است.